# Lars-Erik Skiöld
Lars-Erik Skiöld (* 19. März 1952 in Malmö; † vor dem 22. Mai 2017) war ein schwedischer Ringer. Er war Gewinner der Bronzemedaille bei den Olympischen Spielen 1980 in Moskau und Europameister 1976 in Leningrad im griech.-röm. Stil im Leichtgewicht.

## Werdegang
Lars-Erik Skiöld begann als Jugendlicher beim Ringerverein Kävlinge GOIF mit dem Ringen. Später wechselte er zu Kulladals BK und rang ab 1976 für BK Envig. Er entwickelte sich zu einem hervorragenden Ringer im griech.-röm. Stil, der schon im Juniorenalter große internationale Erfolge erzielte. Als Siebzehnjähriger belegte er bei der Junioren-Weltmeisterschaft 1969 in Boulder, Colorado den 2. Platz in der Klasse bis 56 kg Körpergewicht und 1970 und 1972 wurde er in Huskvarna und Hvar jeweils Junioren-Europameister.
Ab 1972 startete Lars-Erik regelmäßig bei internationalen Meisterschaften bei den Senioren. In den ersten Jahren musste er aber zur Kenntnis nehmen, dass noch so große Erfolge im Juniorenalter keine Garantie für große Erfolge bei den Senioren sind. In den Jahren von 1972 bis 1974 war der 5. Platz bei der Weltmeisterschaft in Kattowitz im Jahre 1974 sein bestes Ergebnis. Bei der Europameisterschaft 1975 in Ludwigshafen am Rhein gewann er dann aber im Leichtgewicht seine erste internationale Medaille bei den Senioren, die bronzene. Er gewann dabei über die Weltklasseathleten Binjo Tschifudow aus Bulgarien und Ștefan Rusu aus Rumänien.
1976 war für Lars-Erik ein sehr erfolgreiches Jahr, denn er wurde in Leningrad Europameister im Leichtgewicht. Es gelang ihm dabei ein sensationeller Sieg über den sowjetischen Favoriten Schamil Chissamutdinow. Bei den Olympischen Spielen des gleichen Jahres in Montreal war Lars-Erik auf sicherem Medaillenkurs, als er ausgerechnet gegen den Finnen Markku Yli-Isotalo, den er vorher bei allen möglichen Anlässen besiegt hatte, verlor. Nach einer weiteren Niederlage gegen den Rumänen Ștefan Rusu musste er deshalb mit dem medaillenlosen 4. Platz zufrieden sein.
Bei der Weltmeisterschaft 1977 im heimischen Göteborg gelangen Lars-Erik unter anderem Siege über Andrzej Supron aus Polen, Erol Mutlu aus der Türkei und Károly Gaál aus Ungarn. Heinz-Helmut Wehling aus Rostock verwies ihn jedoch durch einen sicheren Sieg auf den 2. Platz.
1978 und 1979 gelangen Lars-Erik bei den internationalen Meisterschaften keine größeren Erfolge. Umso erfreulicher für ihn war es, dass er bei den Olympischen Spielen 1980 in Moskau doch noch zu einer olympischen Medaille kam. Lars-Erik gewann dort zunächst vier Kämpfe, unterlag dann aber gegen Ștefan Rusu und Andrej Supron und gewann die Bronzemedaille.
Nach 1980 beendete Lars-Erik Skiöld, der eigentlich Kraftfahrer war, sich während seiner Ringerkarriere aber ausschließlich auf diesen Sport konzentrierte, seine internationale Ringerlaufbahn. Er war Cheftrainer für Ringen beim Sportclub IK Sparta Malmö.

## Internationale Erfolge
(OS = Olympische Spiele, WM = Weltmeisterschaft, EM = Europameisterschaft, GR = griech.-röm. Stil, Ba = Bantamgewicht, Fe = Federgewicht, Le = Leichtgewicht, damals bis 57 kg, 62 kg und 68 kg Körpergewicht)
- 1969, 2. Platz, Junioren-Weltmeisterschaft in Boulder/USA, GR, bis 56 kg Körpergewicht, hinter Wladimir Stefanow, Bulgarien u. vor R. Ibragimow, UdSSR, M. Kondo, Japan u. R. Gonzales, USA;
- 1969, 1. Platz, "Alsia"-Cup in Sønderborg, GR, Ba, vor Balla Wede, Dänemark u. Hans Edfelder, BRD;
- 1969, 1. Platz, Nordische Jun.-Meisterschaft, GR, bis 56 kg Körpergewicht, vor Balla Wede u. Ness, Norwegen;
- 1970, 2. Platz, Turnier in Klippan, GR, Ba, hinter Jürgen Penquitt, DDR u. vor Emil Müller, BRD;
- 1970, 1. Platz, Jun.-Europameisterschaft in Huskvarna, GR, bis 60 kg Körpergewicht, vor Valeri Spiridonow, UdSSR, Alexander Szabo, Rumänien, Iwan Vellentini, Italien, Markku Yli-Isotalo, Finnland und Janko Schopow, Bulgarien;
- 1971, 3. Platz, "Werner-Seelenbinder"-Turnier in Berlin, GR, Fe, hinter Heinz-Helmut Wehling, DDR und Christo Traikow, Bulgarien;
- 1971, 1. Platz, Nordische Meisterschaft, GR, Le, vor Martti Laakso, Finnland u. Davidsen, Norwegen;
- 1972, 2. Platz, Turnier in Klippan, GR, Le, hinter Klaus-Peter Göpfert, DDR u. vor Tage Weirum, Dänemark u. Roman Rurua, UdSSR;
- 1972, 1. Platz, Jun.-Europameisterschaft in Hvar, GR, Le, vor Erich Klaus, BRD, Lothar Fleischmann, DDR, Kis, Jugoslawien, Iwanow, Bulgarien und Mikko Huhtala, Finnland;
- 1972, 7. Platz, EM in Kattowitz, GR, Le, mit einem Sieg über Ibrahim Arslan, Türkei, einem Unentschieden gegen Andrzej Supron, Polen u. Niederlagen gegen Stojan Apostolow, Bulgarien u. Veikko Lavonen, Finnland;
- 1973, 11. Platz, EM in Helsinki, GR, Le, nach Niederlagen gegen Schamil Chissamutdinow, UdSSR u. Markku Yli-Isotalo;
- 1973, 6. Platz, WM in Teheran, GR, Le, mit Siegen über Markku Yli-Isotalo u. Henri Vaknin, Israel u. Niederlagen gegen Schamil Hisamutdinow u. Heinz-Helmut Wehling;
- 1974, 2. Platz, Turnier in Klippan, GR, Le, hinter Andrzej Supron u. vor Günter Schmoll, BRD;
- 1974, 1. Platz, Nordische Meisterschaft in Trelleborg, GR, Le, vor Markku Yli-Isotalo, Tage Weirum u. L. Karsson, Norwegen;
- 1974, 6. Platz, EM in Madrid, GR, Le, mit Siegen über Eugen Hupcă, Rumänien u. Heinz-Helmut Wehling u. Niederlagen gegen Andrzej Supron u. Schamil Chissamutdinow;
- 1974, 5. Platz, WM in Kattowitz, GR, Le, mit Siegen über Mohamed Dalirian, Iran, Eugen Hupca u. Hans Brötzner, Österreich u. Niederlagen gegen Nelson Dawidjan, UdSSR u. Heinz-Helmut Wehling;
- 1975, 1. Platz, Turnier in Klippan, GR, Le, vor Schaike, UdSSR, Pekka Hjelt, Finnland, Iwan Larew, Bulgarien u. Lennart Lundell, Schweden;
- 1975, 1. Platz, Turnier in Västerås, GR, Le, vor Hermann Wolter, DDR u. Bo Lennartsson, Schweden;
- 1975, 2. Platz, Großer Preis der Bundesrepublik Deutschland in Aschaffenburg, GR, Le, hinter Konstantin Trajkow, Bulgarien u. vor Josef Kraus u. Bertram Hübner, bde. BRD und Frank Steen, Schweden;
- 1975, 3. Platz, EM in Ludwigshafen am Rhein, GR, Le, mit Siegen über Tage Weirum, Jean-Claude Miehle, Frankreich, Binjo Tschifudow, Bulgarien u. Ștefan Rusu, Rumänien u. Niederlagen gegen Viktor Kuzmin, UdSSR u. Andrzej Supron;
- 1975, 12. Platz, WM in Minsk, GR, Le, nach Niederlagen gegen Binjo Tschifudow u. Heinz-Helmut Wehling;
- 1976, 1. Platz, EM in Leningrad, GR, Le, mit Siegen über Harald Madsen, Dänemark, Ruud Brinkman, Niederlande, Hans Brötzner, Manfred Schöndorfer, BRD, Schamil Chissamutdinow u.d Ferenc Toma, Ungarn u. trotz einer Niederlage gegen Ștefan Rusu;
- 1976, 4. Platz, OS in Montreal, GR, Le, mit Siegen über Erol Mutlu, Türkei, Manfred Schöndorfer, Jafar Alizadeh-Koldkeshi, Iran u. Ferenc Toma u. Niederlagen gegen Markku Yli-Isotalo u. Ștefan Rusu;
- 1977, 2. Platz, WM in Göteborg, GR, Le, mit Siegen über Henri van Dingenen, Niederlande, Erol Mutlu, Patrick Marsh, USA, Andrzej Supron u. Károly Gaál, Ungarn u. einer Niederlage gegen Heinz-Helmut Wehling;
- 1978, 1. Platz, Turnier in Klippan, GR, Le, vor Heinz-Helmut Wehling u. Gennadi Jermilow, UdSSR;
- 1978, 7. Platz, EM in Oslo, GR, Le, mit einem Sieg über Jakob Tanner, Schweiz u. Niederlagen gegen Erol Mutlu u. Károly Gaál;
- 1978, 10. Platz, WM in Mexiko-Stadt, GR, Le, nach Niederlagen gegen Erich Klaus u. Andrzej Supron;
- 1979, 1. Platz, Turnier in Lidköping, GR, Le, vor Kazimierz Lipień, Polen u. Koslow, UdSSR;
- 1979, 10. Platz, EM in Bukarest, GR, Le, nach Niederlagen gegen Matti Övermark, Finnland u. Ștefan Rusu;
- 1980, 2. Platz, Turnier in Västerås, GR, Le, hinter Kazimierz Lipień u. vor Peicl, USA;
- 1980, 8. Platz, EM in Prievidza, GR, Le, mit einem Sieg über Ruud Brinkman u. Niederlagen gegen Anatoli Krawtschenko, UdSSR u. Ștefan Rusu;
- 1980, Bronzemedaille, OS in Moskau, GR, Le, mit Siegen über Reinhard Hartmann, Österreich, Mustafa Mahmoud, Irak, Iwan Atanasow, Bulgarien u. Buyandolder Bold, Mongolei u. Niederlagen gegen Andrzej Supron u. Ștefan Rusu

## Schwedische Meisterschaften
Lars-Erik Skiöld wurde 1971 schwedischer Meister im Federgewicht und 1972, 1973, 1974, 1975, 1976, 1977, 1978 und 1980 im Leichtgewicht, jeweils im griech.-röm. Stil.